# Arroyo Puan
El arroyo Puan corre en el partido de Puan, provincia de Buenos Aires, Argentina. Sus aguas son cristalinas al comienzo pero luego de atravesar una zona barrancosa tiene un aspecto de pantano.
Nace en la sierra de la Cuesta. Su recorrido es corto, puesto que desagua en la laguna de Puan. Cuando las precipitaciones son frecuentes, su caudal de agua suele ser abundante. En verano, por lo general, se encuentra semiseco.
- Datos: Q5705860